# Пам'ятки Мукачева

## Пам'ятки архітектури
національного значення
| № п/п | Найменування пам'ятки                 | Датування       | Місцезнаходження | Охоронний номер та номер у комплексі |
| ----- | ------------------------------------- | --------------- | ---------------- | ------------------------------------ |
| 1     | Замок «Паланок» (мур.)                | 14—18 ст.       | Замкова гора     | 168 / 0                              |
| 2     | Палац Ракоці («Білий будинок») (мур.) | 1667—1748 рр.   | пл. Миру, 26—28  | 169 / 0                              |
| 3     | Каплиця Святого Йосипа (мур.)         | 14 ст.          | вул. Миру, 51    | 170 / 0                              |
| 4     | Миколаївський монастир (мур.) :       | 1360—1806 рр.   | вул. Північна, 2 | 171 / 0                              |
| 5     | Миколаївська церква (мур.)            | 1789 — 1806 рр. | вул. Північна, 2 | 171 / 1                              |
| 6     | Келії з дзвіницею (мур.)              | 1772 р.         | вул. Північна, 2 | 171 / 2                              |

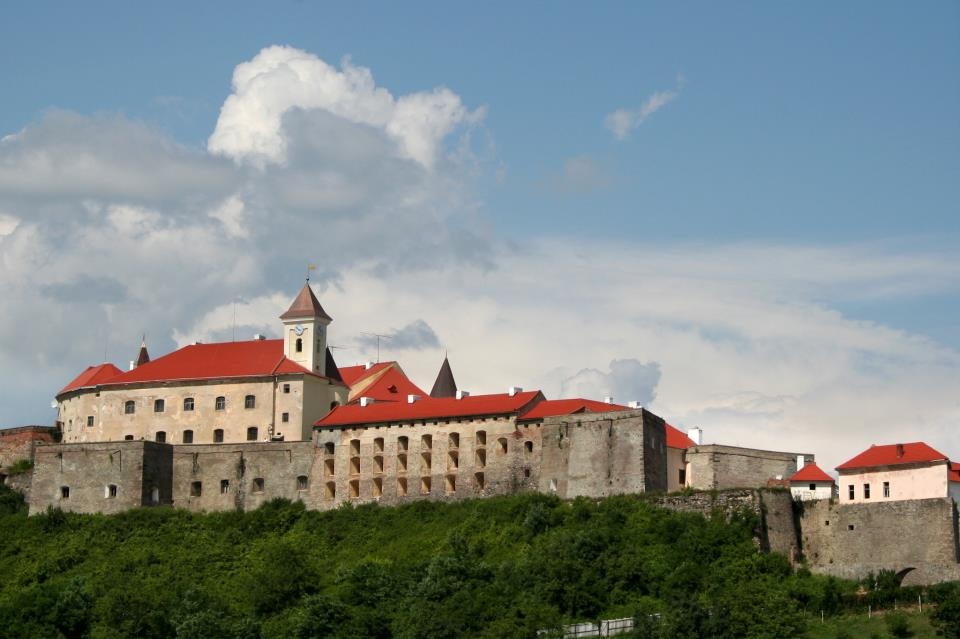
Замок "Паланок"
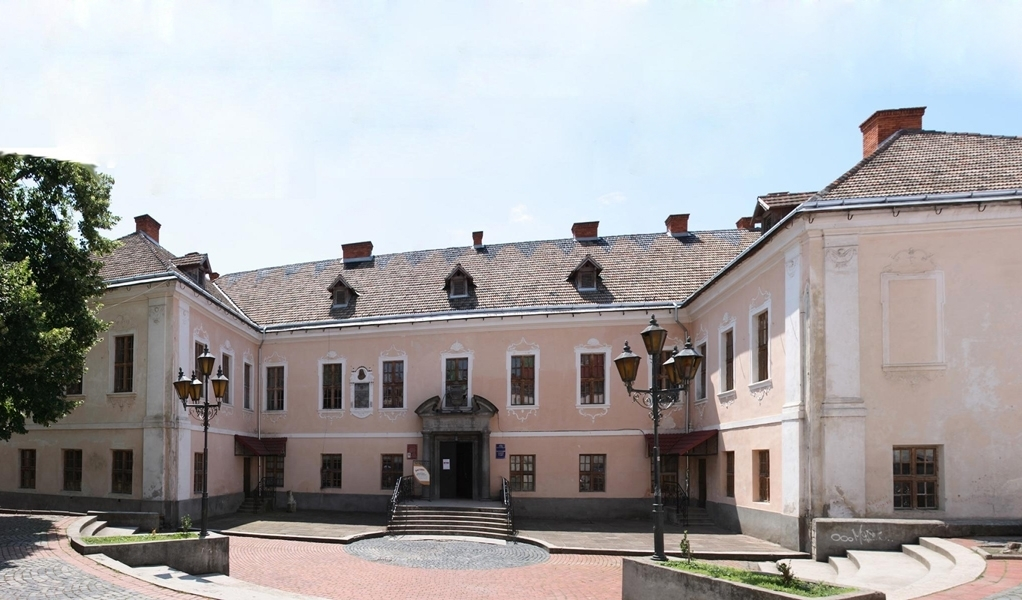
Палац Ракоці
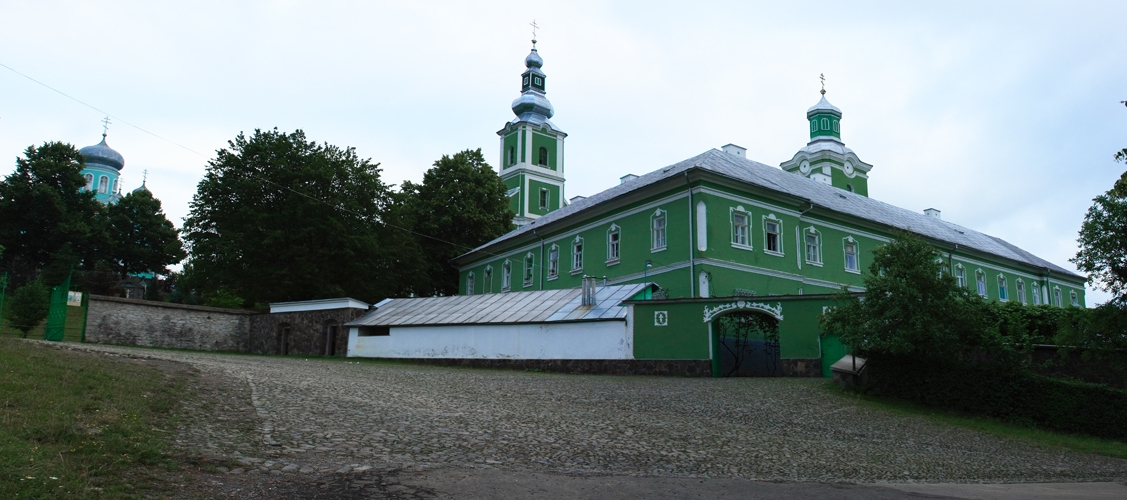
Свято-Миколаївський монастир
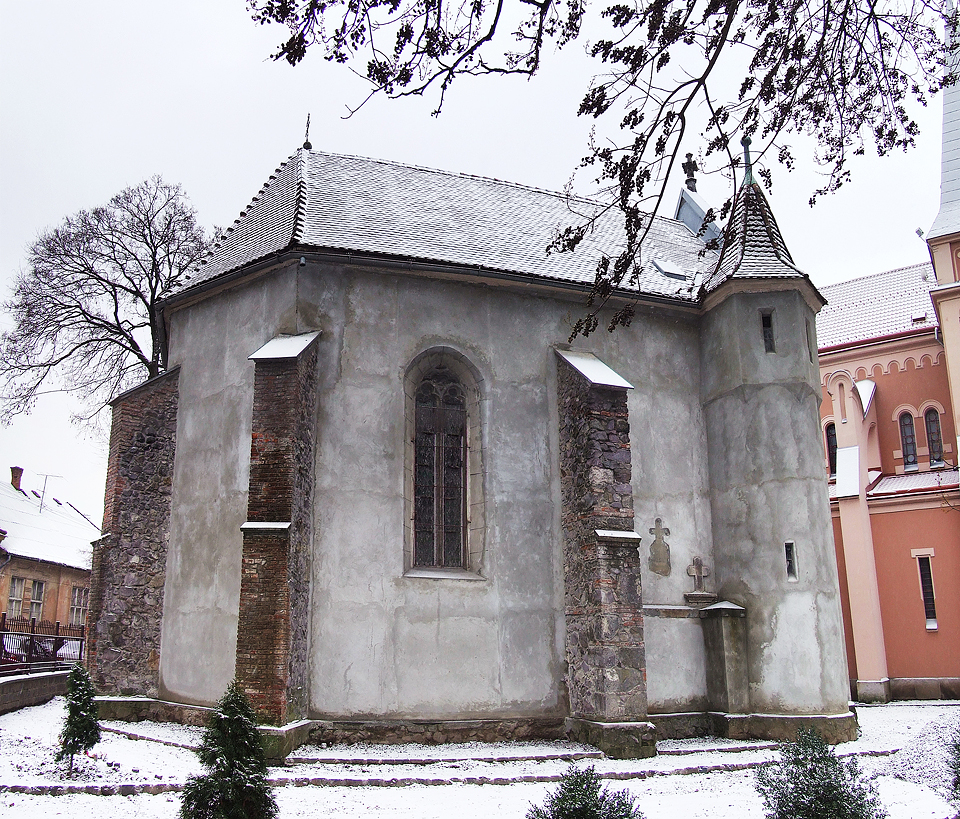
Каплиця Св.Мартина

Місцевого значення
| № п/п | Найменування пам'ятки                     | Датування     | Адреса | Охоронний номер | Охоронний номер | № і дата рішення або розпорядження про прийняття на державний облік |
| № п/п | Найменування пам'ятки                     | Датування     | Адреса | новий           | старий          | № і дата рішення або розпорядження про прийняття на державний облік |
| ----- | ----------------------------------------- | ------------- | --- | --------------- | --------------- | ------------------------------------------------------------------- |
| 1     | Театр (мур.)                              | 1895 р.       | вул. Грушевського, 2/1                                                                                     | 90016           | 42-М            | Рішення ОВК№ 156 від 18.06.1985 р.                                  |
| 2     | Дитячий садок (мур.)                      | 1905-1906 рр. | вул. Духновича, 87                                                                                         | 90017           | 14-М            |                                                                     |
| 3     | Школа-інтернат (мур.)                     | 1916 р.       | вул. Королеви Єлизавети, 22                                                                                | 90018           | 16-М            |                                                                     |
| 4     | Будинок кінотеатру «Перемога»             |               | пл. Миру, 3-2                                                                                              |                 |                 |                                                                     |
| 5     | Кінотеатр (мур.)                          | 1929 р.       | вул. Миру, 15                                                                                              | 90019           | 15-М            |                                                                     |
| 6     | Старі корпуси з-ду «Мукачівприлад» (мур.) | 1909 р.       | вул. Миру, 151                                                                                             | 90020           | 18-М            |                                                                     |
| 7     | Банк (мур.)                               | 1927-1934 рр. | вул. Ярослава Мудрого, 10                                                                                  | 90021           | 10-М            |                                                                     |
| 8     | Кооперативний технікум (мур.)             | 1923-1928 рр. | вул. Ярослава Мудрого, 40                                                                                  | 90022           | 11-М            |                                                                     |
| 9     | Комплекс забудови (мур.)                  | 1927-1935 рр. | вул. Недецеї, Грушевського, від Спортивної до Садової, пл. Миру, від вул. Пушкіна до вул. Ярослава Мудрого | 90023           | 9-М             |                                                                     |
| 10    | Будинок штабу прикордонних військ (мур.)  | 1927 р.       | вул. Недецеї, 45                                                                                           | 90024           | 17-М            |                                                                     |
| 11    | Лікарня (мур.)                            | 1928-1934 рр. | вул. Пирогова, 8                                                                                           | 90025           | 12-М            |                                                                     |
| 12    | Солодовня пивзаводу (мур.)                | 1925 р.       | вул. Підгорянська, 101                                                                                     | 90026           | 19-М            |                                                                     |
| 13    | Ратуша (мур.)                             | 1904-1910 рр. | вул. Пушкіна, 2                                                                                            | 90027           | 8-М             |                                                                     |
| 14    | Обласна дитяча лікарня (мур.)             | 1928 р.       | вул. І.Франка, 43                                                                                          | 90028           | 13-М            |                                                                     |

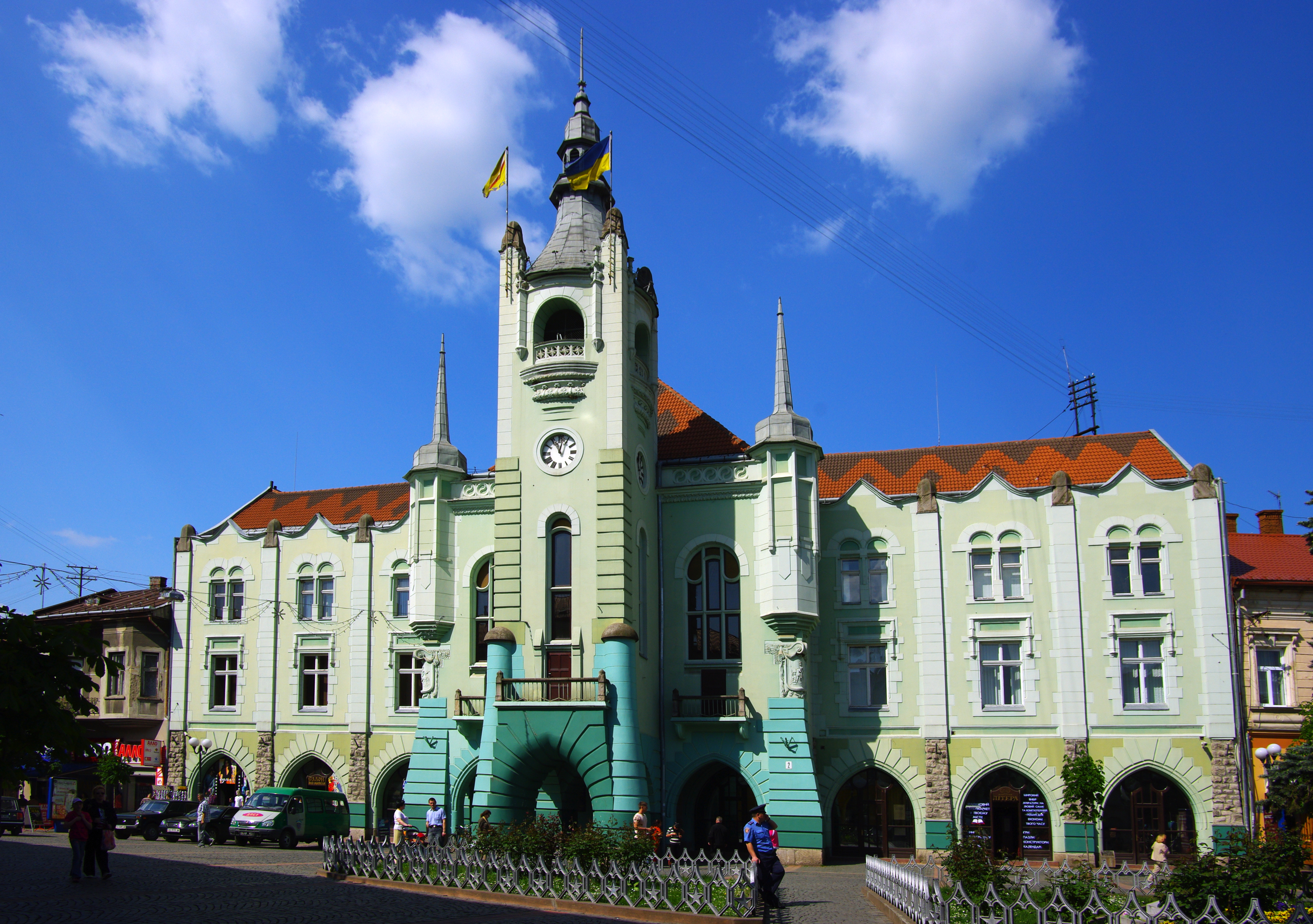
Ратуша
Солодовня пивзаводу
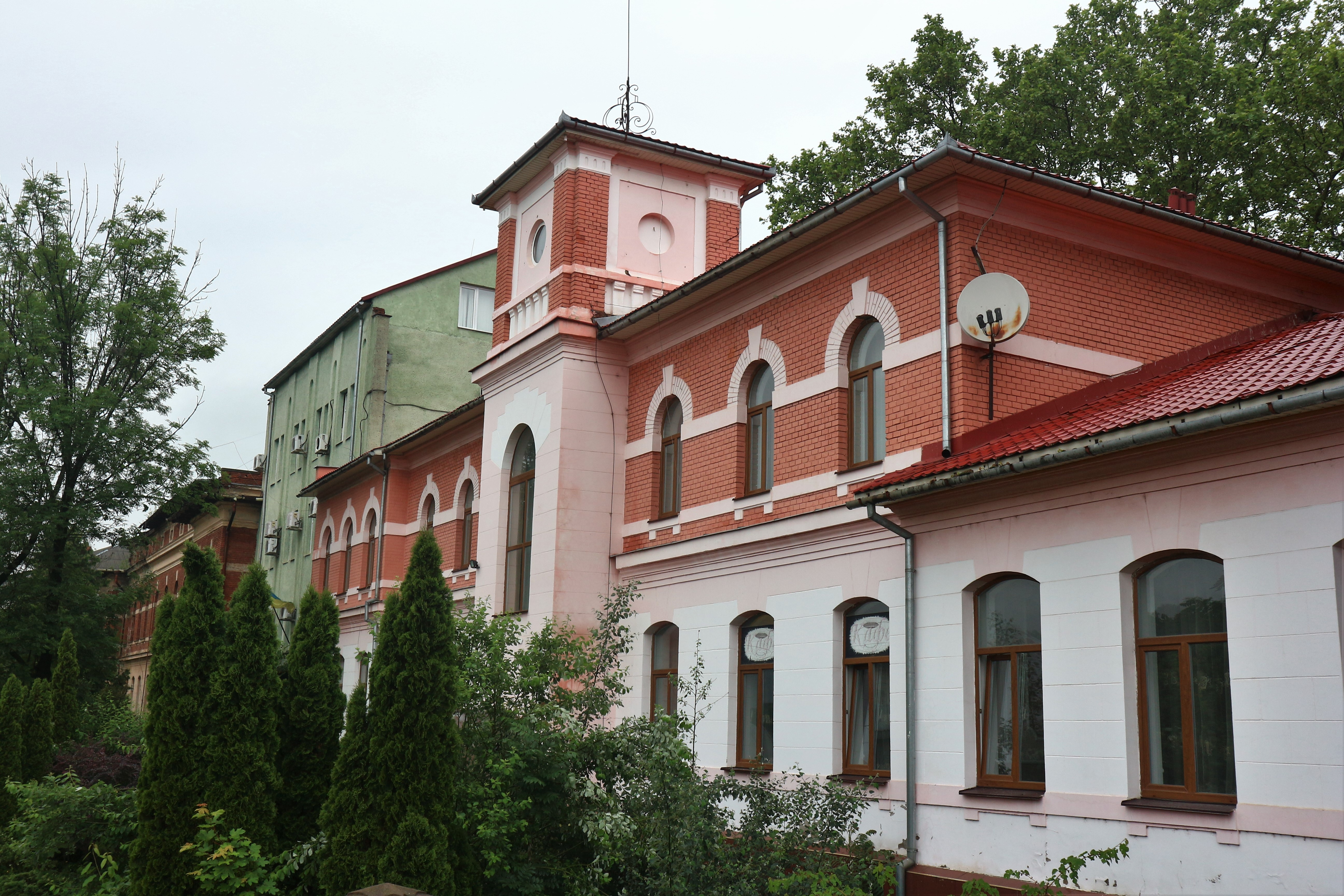
Корпуси заводу Мукачівприлад

## Пам'ятки історії
| № п/п | Назва пам'ятки                                                                                     | Місце знаходження                                     | Рік                   | Автор  | Матеріал, з якого виготовлено                 | Охорон-ний № | № і дата рішення про взяття на облік |                                            |
| ----- | -------------------------------------------------------------------------------------------------- | ----------------------------------------------------- | --------------------- | ------ | --------------------------------------------- | ------------ | ------------------------------------ | ------------------------------------------ |
| 1     | Ділянка могил Радянських воїнів, які загинули в боях за Мукачево (114)                             | Вул. Дзержинського (міське кладовище)                 | 1960 р.               |        | Земляний насип, залізобетон                   | 149          |                                      | Рішення ОВК № 191 від 06.07.1976 р.        |
| 2     | Могила Митрака О. О. — українського письменника, фольклориста та етнографа                         | Вул. Дзержинського (міське кладовище)                 | 1979 р. реконструкція |        | Чавун, андезит                                | 159          |                                      | Рішення ОВК № 191 від 06.07.1976 р.        |
| 3     | Могила П. Г. Пенчева — героя соціалістичної праці                                                  | Вул. Дзержинського (міське кладовище)                 | 1965 р.               |        | Земляний насип, залізобетон, мармурова крихта | 156          |                                      | Рішення ОВК № 12 від 16.01.1970 р.         |
| 4     | Могила героя соціалістичної праці Роглєва І. Х.                                                    | Вул. Дзержинського (міське кладовище)                 | 1986 р.               |        | Земляний насип                                | 695          |                                      | Рішення ОВК № 43 від 22.03.1989 р.         |
| 5     | Місце поховання воїнів І світової війни, які загинули в період військових дій на Закарпатті        | Вул. Матросова                                        | 1970 р.               |        | Залізобетон                                   | 147          |                                      | Рішення ОВК № 12 від 16.01.1970 р.         |
| 6     | Група могил Радянських воїнів та братська могила партизан, які загинули за Мукачево                | Пл. Миру                                              | 1945-1970 р.          | Юсов С | Вапняк, залізобетон                           | 153          |                                      | Рішення ОВК № 12 від 16.01.1970 р.         |
| 7     | Могила Т.Легоцького — закарпатського історика, археолога та краєзнавця                             | Пл. Миру (католицька церква)                          | 1987 р.               |        | Мем. дошка — мармур                           | 757          |                                      | Рішення ОВК № 43 від 22.03.1989 р          |
| 8     | Могила Закарпатського поета та прозаїка Карабелеша А. І.                                           | Міське кладовище (по дорозі Мукачево-Іршава)          | 1989 р.               |        | Бетон, андезит                                | 802          |                                      | РозпорядженняДАЗО № 452 від 11.10.1993 р.  |
| 9     | Могила угорського музичного педагога Х.Бато                                                        | Вул. Матросова (міське кладовище)                     | 1993 р.               |        |                                               | 415          |                                      | РозпорядженняДАЗО № 452 від 11.10.1993 р.  |
| 10    | Ділянка могил воїнів Радянської армії, які загинули за Мукачево                                    | Міське кладовище (по дорозі Мукачево-Іршава)          | 1956 р.               |        | Залізобетон                                   | 150          |                                      | Рішення ОВК № 12 від 16.01.1970 р.         |
| 11    | Могила Мурашкіна Я. А. — Героя Радянського Союзу                                                   | Міське кладовище (по дорозі Мукачево-Іршава)          | 1950 р.               |        | Залізобетон, мармурова крихта                 | 151          |                                      | Рішення ОВК № 12 від 16.01.1970 р.         |
| 12    | Могила Чистякова Є. М. — Героя Радянського Союзу                                                   | Міське кладовище (по дорозі Мукачево-Іршава)          | 1961 р.               |        | Залізобетон, мармур                           | 152          |                                      | Рішення ОВК № 12 від 16.01.1970 р.         |
| 13    | Могила Фат'янова М. І. — Героя Радянського Союзу                                                   | Міське кладовище (по дорозі Мукачево-Іршава)          | 1986 р.               |        | Бетон, мармурова крихта                       | 747          |                                      | Рішення ОВК № 43 від 22.03.1989 р.         |
| 14    | Могила Терека П. — одного з керівників закарпатської крайової організації Компартії Чехословаччини | Міське кладовище (по дорозі Мукачево-Іршава)          | 1937 р.               |        | Андезито-базальт                              | 160          |                                      | Рішення ОВК № 12 від 16.01.1970 р.         |
| 15    | Могила Габелки І. І. — одного з керівників комуністичної організації Закарпаття                    | Міське кладовище (по дорозі Мукачево-Іршава)          | 1970 р.               |        | Земляний насип, бетон, мармурова крихта       | 161          |                                      | Рішення ОВК № 12 від 16.01.1970 р.         |
| 16    | Могила закарпатського українського письменника Дем'яна Д. В.                                       | Міське кладовище (по дорозі Мукачево-Іршава)          | 1968 р.               |        | Залізобетон, мармурова крихта                 | 158          |                                      | Рішення ОВК № 191 від 06.07.1976 р.        |
| 17    | Могила героя соціалістичної праці Ганчева Ф. М.                                                    | Міське кладовище (по дорозі Мукачево-Іршава)          | 1984 р.               |        | Полірований андезит                           | 696          |                                      | Рішення ОВК № 43 від 22.03.1989 р.         |
| 18    | Могила Ковача О. І. — героя соціалістичної праці                                                   | Міське кладовище (по дорозі Мукачево-Іршава)          | 1960 р.               |        | Залізобетон, земляний насип                   | 157          |                                      | Рішення ОВК № 12 від 16.01.1970 р.         |
| 19    | Місце поховання Кралицького — закарпатського культурного діяча, етнографа, письменника             | Вул. Північна, 2 (православний монастир Чернеча гора) | 1939 р.               |        |                                               | 803          |                                      | РозпорядженняДАЗО № 452 від 11.10.1993 р.  |
| 20    | Місце поховання Базиловича І. 0                                                                    | Вул. Північна, 2 (православний монастир Чернеча гора) | 1991 р.               |        |                                               | 515          |                                      | Розпорядження ДАЗО № 452 від 11.10.1993 р. |
| 21    | Місце битви ополченців в м. Мукачево з австрійськими військами                                     | Лівий берег р. Латориці (Сороча гора)                 | 1901 р.               |        | Обеліск — природний камінь                    | 140          |                                      | Рішення ОВК № 12 від 16.01.1970 р.         |
| 22    | Пам'ятний знак в честь О.Пушкіна                                                                   | Вул. Пушкіна, 23                                      | 1937 р.               |        | Мем.дошка — мармур                            | 14..         |                                      | Рішення ОВК № 12 від 16.01.1970 р.         |
| 23    | Мем.дошка М.Мункачі — угорському художнику                                                         | Школа мистецтв м. Мукачево                            |                       |        |                                               |              |                                      | Розпорядження ДАЗО № 65 від 22.02.2000 р.  |
|       | |                                                       |                       |        |                                               |              |                                      |                                            |

## Пам'ятки монументального мистецтва
| № п/п | Назва пам'ятника                                                | Рік створення | Архітектор, скульптор                     | Матеріал, з якого зроблено пам'ятник | Адреса пам'ятки            | Охоронний № | № і дата рішення про взяття пам'ятника під охорону |
| ----- | --------------------------------------------------------------- | ------------- | ----------------------------------------- | ------------------------------------ | -------------------------- | ----------- | -------------------------------------------------- |
| 1     | Пам'ятник М.Мункачі                                             | 1995 р.       | М.Белень, А.Шебештен                      | бронза, метал                        | пл. Миру                   | 428         | Розпорядження ЗОДА № 65 від 22.02.2000 р.          |
| 2     | Пам'ятник Ф.Ракоці І. І.                                        | 1992 р.       | ск. Лавота Геза                           | бетон, гіпс                          | пл. Миру, територія СШ № 3 | 406         | Розпорядження ДАЗО № 452 від 11.10.1993 р.         |
| 3     | Пам'ятник С. М. Кірову                                          | 1973 р.       | скульптори Лозовий К. М., Попович М. О.   | залізобетон, чавун                   | З-д ім. Кірова             | 387         | Розпорядження ОВК № 12 від 16.01.1970 р.           |
| 4     | Монумент слави радянським воїнам                                | 1969 р.       | ск. Гурський М.,арх. Сяурусай- тене Д. А. | залізобетон, мармурова крихта        | Комсомольський парк        | 155         | Розпорядження ОВК № 191 від 06.07.1976 р.          |
| 5     | Пам'ятник бойової слави — танк Т-34                             | 1975 р.       | арх. Іванчов В. І.                        | Танк Т-34 № 709, постамент цегла     | вул. Пархоменка            | 154         | Розпорядження ОВК № 191 від 06.07.1976 р.          |
| 6     | Погруддя Т. Г. Шевченку                                         | 2000 р.       | арх. В.Бровді, О.Андєлоші                 | бронза, граніт                       | вул. Ужгород-ська, 26      |             |                                                    |
| 7     | Пам'ятник Кирилу та Мефодію                                     | 2000 р.       | арх. В.Бровді, О.Андєлоші                 | бронза, граніт                       | пл. Миру                   |             |                                                    |
| 8     | Пам'ятник матері                                                | 1998 р.       | арх. В.Бровді, О.Андєлоші                 | граніт                               | вул. Пушкіна               |             |                                                    |
| 9     | Пам'ятник В.Корятовичу                                          | 1998 р.       | В. Олашин                                 | бронза                               | Замок «Паланок»            |             |                                                    |
| 10    | Пам'ятник воїнам-інтернаціоналістам, які загинули в Афганістані |               |                                           |                                      | вул.Федорова               |             |                                                    |

пам'ятки монументального мистецтва
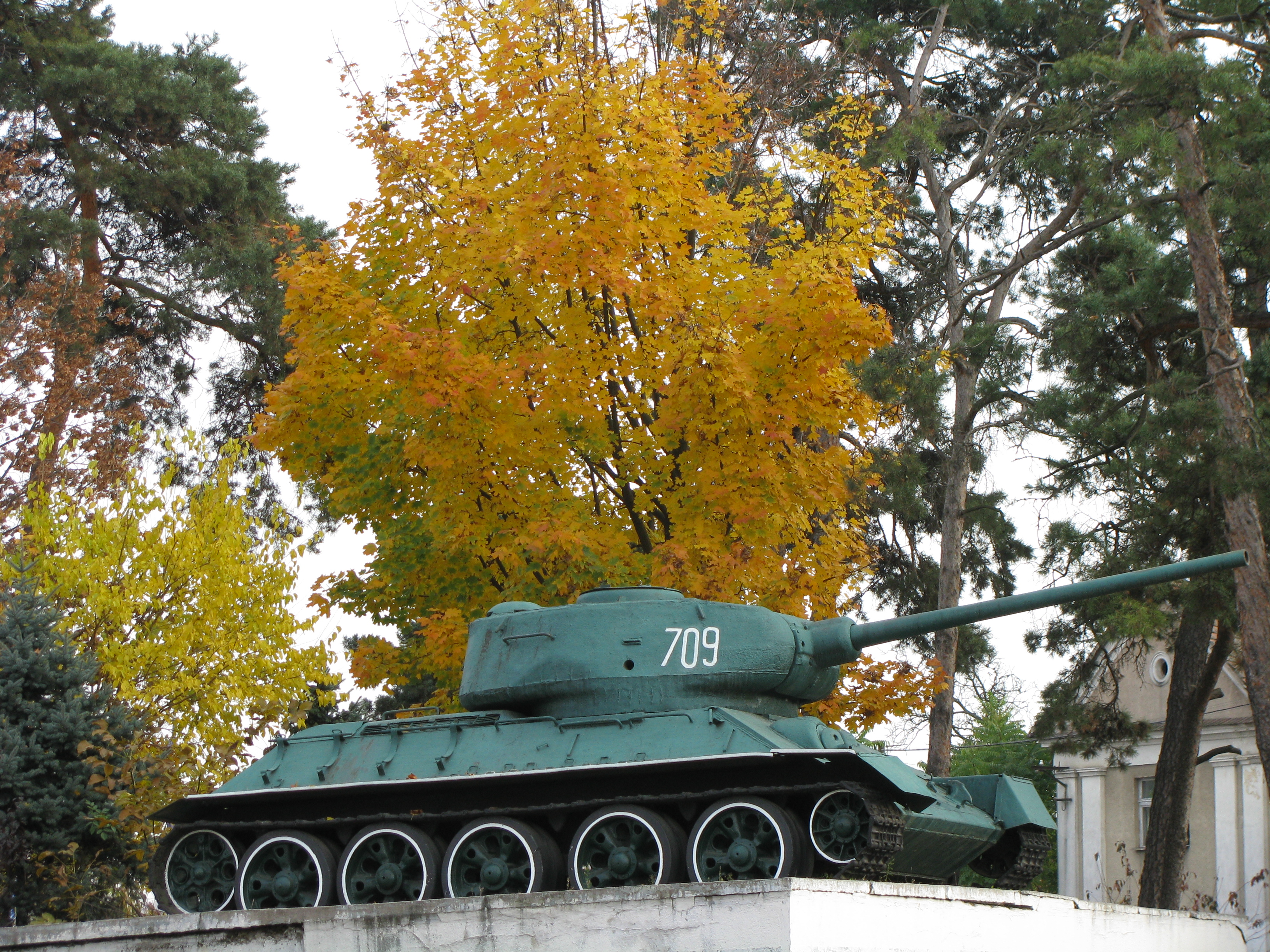
Пам'ятник бойової слави
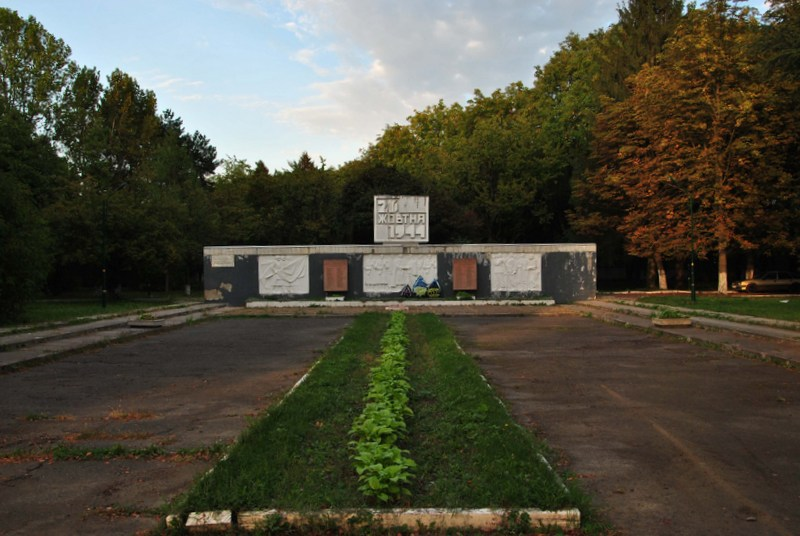
Монумент слави радянським воїнам

Пам'ятник воїнам-інтернаціоналістам, які загинули в Афганістані